# NGC 5468
NGC 5468 (również PGC 50323 lub UGCA 384) – galaktyka spiralna z poprzeczką (SBc), znajdująca się w gwiazdozbiorze Panny. Odkrył ją William Herschel 5 marca 1785 roku.
W galaktyce tej zaobserwowano supernowe SN 1999cp, SN 2002ed, SN 2002cr i SN 2005P.